# Oxelytrum biguttatum
Oxelytrum biguttatum es una especie de escarabajo carroñero del género Oxelytrum, categorizada en la tribu Silphini, de la subfamilia Silphinae. Fue descrita por F.Philippi en 1859.

## Distribución
Se distribuye por América del Sur: Argentina y Chile.